# Lijst van afleveringen van Under the Dome (seizoen 3)
Dit is een lijst met afleveringen van het derde seizoen van de Amerikaanse televisieserie Under the Dome. Het derde seizoen van Under the Dome, de Amerikaanse sciencefiction/dramaserie gebaseerd op het gelijknamige boek van Stephen King, werd voor het eerst uitgezonden op de Amerikaanse zender CBS tussen 25 juni 2015 en 10 september 2015. De hoofdrollen worden vertolkt door o.a. Dean Norris, Mike Vogel, Colin Ford en Rachelle Lefevre.
Het derde seizoen werd geproduceerd door Amblin Television, het productiehuis van Steven Spielberg en CBS Television Studios.

## Rolverdeling

### Hoofdrollen
| Acteur           | Personage              |
| ---------------- | ---------------------- |
| Mike Vogel       | Dale "Barbie" Barbara  |
| Rachelle Lefevre | Julia Shumway          |
| Alexander Koch   | Junior Rennie          |
| Colin Ford       | Joe McAllister         |
| Mackenzie Lintz  | Norrie Calvert-Hill    |
| Dean Norris      | James "Big Jim" Rennie |
| Eddie Cahill     | Sam Verdreaux          |
| Kylie Bunbury    | Eva Sinclair           |

### Terugkerende rollen
| Acteur             | Personage       |
| ------------------ | --------------- |
| Marg Helgenberger  | Christine Price |
| Aisha Hinds        | Carolyn Hill    |
| Grace Victoria Cox | Melanie Cross   |
| John Elvis         | Ben Drake       |
| Max Ehrich         | Hunter May      |
| Andrew J. West     | Pete Blackwell  |
| Bess Rous          | Abby DeWitt     |
| Frank Whaley       | dr. Marston     |
| Tia Hendricks      | Audrey Everett  |
| Eriq La Salle      | Hektor Martin   |
| Brett Cullen       | Don Barbara     |

## Afleveringen
| Nr. | Aflevering | Titel                 | Regisseur          | Schrijver                                | Selectie gastrollen | Originele uitzenddatum |  |
| --- | ---------- | --------------------- | ------------------ | ---------------------------------------- | --- | ---------------------- |  |
| 27 | 1          | Move on               | Peter Leto         | Adam Stein                               | Ryan Shams - laatste relschopper Mike Whaley - Malick | 25 juni 2015           |  |
| Barbie en de andere inwoners van Chester's Mill volgen Mellanie door het witte licht. Opeens staat iedereen buiten de koepel, die al snel stuk vliegt en verdwijnt. Barbie loopt onmiddellijk terug naar de ingang van de tunnel, om Julia en Junior uit de tunnel te redden. Maar hij komt te laat, aan de ingang van de tunnel vindt hij hun lichamen. 1 jaar later wordt er een herdenking georganiseerd in Chester's Mill. Alle overlevenden komen samen in Chester's Mill, waar ze begeleid worden door Christine Price, een therapeut die door de overheid is ingehuurd om iedereen te helpen verder te gaan met hun leven. Ook Barbie verschijnt op de herdenking, met zijn nieuwe vriendin Eva Sinclair. Niet veel later blijkt dat niets van de herdenking werkelijkheid is. Niemand is uit de koepel geraakt. Iedereen zit vast in een alternatieve wereld. Ondertussen in het echte Chester's Mill, proberen Julia en Junior de kloof in de tunnel over te geraken, terwijl ze worden opgejaagd door een woedende Big Jim. |            |                       |                    |                                          | |                        |  |
| 28 | 2          | But i'm not           | Peter Weller       | Tim Schlattmann                          | Ryan Shams - tuinman | 25 juni 2015           |  |
| Julia en Junior weten de andere kant van de kloof te bereiken. Tijdens het verkennen van de tunnels, raken de twee elkaar kwijt. Junior vindt Melanie, die hem naar de alternatieve wereld brengt. Hier leert Junior hoe het is te leven zonder zijn tirannieke vader. Ondertussen komen Barbie en Ben erachter dat er iets niet pluis is. Niet veel later krijgt Ben een astmaanval, en sterft. Don, de vader van Barbie weet zijn oversten te overtuigen om hem het ei terug te laten brengen naar de koepel. Onder de koepel wordt hij herenigd met de dochter die hij dacht nooit meer te zien. Maar Mellanie is niet meer haarzelf, en ze vermoordt haar vader. Julia ontdekt in de tunnels een plaats met allemaal cocons. Groot is haar verbazing als ze ziet dat de bewoners van Chester's Mill in de cocons zitten. Net op dat moment duikt Melanie op, die het ei op een van de cocons zet. Onmiddellijk begint het ei energie af te geven op de cocons. Melanie verhindert Julia iets te doen, maar dan verschijnt opeens Big Jim, die het ei vernietigt. Nu het ei weg is, worden de bewoners van Chester's Mill uit hun cocon bevrijd, maar onder hen zitten ook 2 nieuwe gezichten: Christine Price en Eva Sinclair ... |            |                       |                    |                                          | |                        |  |
| 29 | 3          | Redux                 | Olatunde Osunsanmi | Alexandra McNally                        | Shane Callahan - Roger Lopez Bess Rous - Abbey DeWitt | 2 juli 2015            |  |
| De inwoners van Chester's Mill verlaten de tunnel en komen erachter dat ze nog steeds vastzitten in de koepel. Vooral Junior heeft het zwaar zitten, hij dacht eindelijk verlost te zijn van zijn vader. Barbie schrikt zich een hoedje als ook Eva opeens onder de koepel zit. Eva heeft het moeilijk met de gedachte dat ze in de alternatieve wereld zwanger was van Barbie, en vraagt zich af of ze ook in de echte wereld nog steeds zwanger zou kunnen zijn. Christine en Eva bespreken want ze moeten doen, nu het ei vernietigd is en het proces om de bewoners van Chester's Mill voor te bereiden op de toekomst. De bewoners van Chester's Mill komen erachter dat ze allemaal veranderd zijn, zowel van karakter als qua vaardigheden. Christine opent in het gemeentehuis een ontmoetingsplaats om de bewoners psychologisch te begeleiden. Als extra hulp weet ze Sam te overtuigen om een praatgroep op te richten. Julia vindt dat Barbie vreemd doet, en samen gaan ze op onderzoek uit in de tunnels. Junior beslist om het hoofdstuk Big Jim voorgoed af te sluiten en steekt na een gesprek met Christine, zijn ouderlijk huis in brand. Barbie kan maar niet geloven dat zijn zusje zijn vader heeft vermoord en Julia heeft aangevallen. Big Jim achtervolgt Eva, die een camera in het bos opgraaft. Big Jim weet de camera te bemachtigen en besluit dat het veiliger is om de stad te verlaten en vaart met een roeiboot naar een eilandje op het meer van Chester's Mill. Melanie probeert opnieuw om Julia te vermoorden, maar wordt zelf vermoord door Christine, omdat in Christine's ogen, Melanie geen nut meer heeft om haar missie te voltooien. |            |                       |                    |                                          | |                        |  |
| 30 | 4          | The Kinship           | Ed Ornelas         | Cathryn Humphris                         | Mike Whaley - Malick Frank Whaley - Dr. Marston Andrew J. West - Pete Blackwell Bess Rous - Abbey DeWitt | 9 juli 2015            |  |
| Bijna de hele bevolking van Chester's Mill is onder controle van Christine. Onder leiding van Junior begint een team van vrijwilligers aan de ombouw van het gemeentehuis naar een woonblok. Barbie gaat samen met Eva op zoek naar voedsel, dit tegen de zin van Julia. Big Jim houdt vanop afstand de stad in de gaten, tot hij plots ontvoerd wordt. Niet veel later blijkt een team van Aktaion Energy in de koepel te zijn geraakt. Ze doen allerlei testen op Big Jim en proberen door hem te martelen het ei te vinden. Big Jim weet zich met een list te bevrijden en slaat op de vlucht. Joe heeft het moeilijk. Hij ziet Norrie en Hunter naar elkaar toegroeien en hij worstelt met het feit dat hij nog niet heeft kunnen afrekenen met Sam, de moordenaar van zijn zus. Op aanraden van Christine maken Joe en Sam een afspraak in het café van de stad, zodat Sam Joe om vergiffenis kan vragen, maar Sam hervalt in zijn oude drinkgewoonte en vergeet de afspraak. Norrie komt tot het besef dat haar hart bij Joe ligt, waarna ze weer zichzelf wordt. Het komt tot een zware confrontatie tussen Julia en Barbie. De twee gaan elk hun weg: Barbie belandt bij Eva, waar de liefde die ze voor elkaar voelden in de alternatieve wereld, de bovenhand krijgt. Julia gaat de stad uit naar het meer en vaart met een boot naar het eiland. Hier komt ze Big Jim tegen, die op de vlucht is voor Aktaion Energy. Julia schiet de achtervolger van Big Jim neer en samen vluchten ze weg. |            |                       |                    |                                          | |                        |  |
| 31 | 5          | Alaska                | David Barrett      | Bronwyn Garrity                          | Frank Whaley - Dr. Marston Andrew J. West - Pete Blackwell Bess Rous - Abbey DeWitt | 16 juli 2015           |  |
| Big Jim en Julia smeden een alliantie. Samen gaan ze op zoek naar bewijzen om de bewoners van Chester's Mill te overtuigen van de slechte bedoelingen van Christine. Hun zoektocht brengt hen naar nieuwe ontdekkingen over de krachten van de koepel. Ondertussen lopen de spanningen in de stad hoog op. Christine voelt de grond onder haar voeten heet worden. Ze zet een plan in werking dat dodelijke gevolgen zal hebben. Julia en Big Jim gaan op onderzoek uit in het hoofdkwartier van Aktaion Energy op het eiland. Ze worden echter snel betrapt en gevangengezet. Dr. Marston, die de leiding heeft over de Aktaion operatie, vertelt hun dat de mensen door het ei besmet worden met een soort organisme. Door deze organismen vormen ze een hechte groep, die alles doet wat hun leider hun opdraagt. Julia heeft een voorstel voor Aktaion: in ruil voor hun vrijlating zal ze de leider van de groep, Christine, aan hen uitleveren. Hunter gaat op zoek naar Joe en Norrie, die zich van de groep hebben afgezonderd. Wanneer hij hen vindt op het dak van een huis, weigeren ze echter om mee te gaan. Hunter probeert Norrie met geweld mee te sleuren, ze verzet zich echter, waardoor Hunter van het dak valt en zijn rug breekt. Hunter verklaart aan Junior dat Norrie hem expres van het dak heeft afgeduwd. |            |                       |                    |                                          | |                        |  |
| 32 | 6          | Caged                 | Sergio Mimica      | Andres Fischer-Centeno                   | Shane Callahan - Roger Lopez Frank Whaley - Dr. Marston Tia Hendricks - Audrey Everett Scott Parks - Guard 3 | 23 juli 2015           |  |
| Norrie en Joe worden gevangen gehouden in het gemeentehuis, als straf voor hun wangedrag tegenover de gemeenschap. De twee worden uit elkaar gehaald. Norrie moet met haar moeder mee naar het ziekenhuis om een röntgenfototoestel op te halen, zodat ze Hunter beter kunnen onderzoeken. Joe moet onder supervisie van Junior ervoor zorgen dat er weer elektriciteit is. Christine is gevangengezet door Dr. Marston en de mensen van Aktaion. Big Jim wordt ook nog steeds vastgehouden. Dr. Marston verplicht hem om informatie uit Christine te krijgen, in ruil voor zijn vrijheid. Eva praat met Hunter. Ze overtuigt hem ervan dat als hij blijft leven, dit zware gevolgen zal hebben voor de gemeenschap. Hunter stemt erin toe dat Eva hem zal euthanaseren. Julia gaat in de stad op zoek naar Barbie, maar stuit op Joe en Junior, die vechten over het werk dat Joe alleen moet doen. Julia probeert tussenbeide te komen, maar Junior slaat haar bewusteloos en sluit haar op. Barbie en Junior komen erachter dat Christine vastgehouden wordt door Aktaion op het eiland, en samen gaan ze op missie om hun leider te bevrijden. Joe en Norrie bedenken een list, waardoor ze kunnen ontsnappen. Ze weten Julia te bevrijden en het leven van Hunter te redden. Julia gaat achter Barbie en Junior aan terwijl Norrie en Joe Hunter verbergen. Big Jim weet ondertussen het vertrouwen van Christine beetje bij beetje te winnen en komt achter de info die Aktaion wil weten. Net op dat moment weerklinken er schoten. Big Jim ziet zijn kans, hij vermoordt Dr. Marston en ontsnapt. Niet veel later verschijnen Barbie en Junior, die Christine bevrijden. Terwijl Barbie Christine naar de boot begeleidt, worden ze gestopt door Julia, die Barbie probeert uit te leggen wat er allemaal aan de hand is. Barbie gelooft haar niet, en brengt Christine naar het gemeentehuis. In het gemeentehuis komt Sam naar haar bureau, om haar het nieuws over Abby's dood te vertellen. Terwijl Christine hem troost, steekt Sam haar neer. Sam is erachter gekomen dat Christine achter de dood van Abby zit, en wil zo wraak nemen. Niet veel later wordt Christine gevonden door Junior. Hij brengt haar naar de tunnels, waar ze in een cocon wordt gelegd om te genezen. |            |                       |                    |                                          | |                        |  |
| 33 | 7          | Ejecta                | David Barrett      | Peter Calloway                           | Tia Hendricks - Audrey Everett | 30 juli 2015           |  |
| Joe en Norrie zitten nog steeds verstopt met Hunter in de pub van de stad. Hunter heeft enorm veel pijn, en begint terug zichzelf te worden. Sam wil zich ook verstoppen in de pub, maar treft daar het drietal aan. Sam heeft nog wat pijnmedicatie opzak en geeft deze aan Hunter. Niet veel later horen ze geluid in de pub, Joe, Norrie en Hunter verstoppen zich in de koelcel, terwijl Sam op onderzoek uitgaat. Big Jim en Julia hebben zich teruggetrokken in het hoofdkwartier van Aktaion, als opeens de aarde wordt getroffen door een meteorenregen. Ze zien het somber in, en drinken samen op het einde van de wereld. De gemeenschap heeft het moeilijk met de afwezigheid van Christine, en een collectieve zelfmoord begint. Barbie en Eva proberen de groep te overtuigen dit niet te doen, als opeens de meteorenregen begint. Barbie wil de buitenwereld vertellen over de ingang naar de koepel, maar Eva weerhoudt hem hiervan. Joe, Norrie en Hunter verlaten de koelcel nu de kust veilig is. Ze gaan op zoek naar Sam, maar die is nergens te bekennen. Opeens doet Hunter weer vreemd. Als hij Joe probeert te verwonden met een stuk glas slaat Norrie hem Knock-out. Als hij later wakker wordt, is hij terug zichzelf. De drie komen erachter dat als je emotie toont, je terug jezelf wordt. De drie gaan op zoek naar Julia om haar dit nieuws te vertellen. Junior weet Sam mee te lokken naar de tunnels, waar hij hem aanvalt. |            |                       |                    |                                          | |                        |  |
| 34 | 8          | Breaking Point        | Sam Hill           | James C. Oliver Sharla Oliver            | Gia Mantegna - Lily Walters | 6 augustus 2015        |  |
| Big Jim, Julia, Norrie, Joe en Hunter sluiten een bondgenootschap. Samen zullen ze de strijd aangaan tegen Christine. Christine ontwaakt uit de cocons en geeft Junior de opdracht om Sam ergens vast te zetten, zodat ze hem kan bekeren. Ze beslist om Sam wat van haar bloed te geven, zodat zijn lichaam geïnfecteerd raakt met de buitenaardse organismen. De bewoners van Chester's Mill gaan aan de slag in de grotten, om de kristallen boven te halen. Hunter weet contact te maken met Lily Walters, een van de computertechneuten van Aktaion. Big Jim kan haar overtuigen een lading springstof naar Chester's Mill te laten sturen, zodat hij de tunnels en de kristallen kan vernietigen. Norrie en Joe gaan op zoek naar de plannen van Christine, maar stoten op Carolyn. Norrie probeert wanhopig om haar moeder terug te halen, maar de twee worden gepakt en moeten in de tunnels gaan helpen. Julia doet haar uiterste best om Barbie terug te halen, maar dit blijkt moeilijker dan gedacht. Big Jim weet de bewakers van de tunnels uit te schakelen en activeert de springstof. Norrie en Joe dreigen door de ontploffing gekneld te raken onder een rotsblok, maar Carolyn wordt terug zichzelf een weet de twee te redden, maar laat hierbij haar eigen leven. |            |                       |                    |                                          | |                        |  |
| 35 | 9          | Plan B                | Eriq La Salle      | Tim Schlattmann Mark Bruner              | Megan Ketch - Harriet Vince Foster - Kyle | 13 augustus 2015       |  |
| Christine is furieus, nu de tunnels en bijna alle kristallen zijn vernietigd. Ze geeft de opdracht om het bondgenootschap op te sporen en hen uit te schakelen, behalve Joe, want hij is de enige die de koepel kan vernietigen. Hunter vindt in de computers van Aktaion meer informatie over de eigenaar van Aktaion, Hektor Martin. Ook komt hij meer te weten over de plannen die Aktaion had met het ei. Julia besluit om een ultieme poging te doen Barbie terug te halen. Barbie en Eva verwachten een kind. Christine laat Eva door Harriet naar een schuur brengen om een ritueel te volbrengen om haar baby, die de nieuwe koningin van de groep zal worden, sneller te laten groeien. Barbia krijgt van Christine de opdracht om Julia uit te schakelen, maar wordt door haar overmeesterd. Wanneer Norrie en Joe op zoek gaan naar meer informatie over de koepel worden ze aangevallen door de bewoners van Chester's Mill. Sam komt hen te hulp geschoten, en samen vluchten ze naar het onderduikadres van het genootschap. Wanneer Hunter en Norrie niet opletten, weet Sam Joe te ontvoeren. Sam stuurt de bewoners van Chester's Mill naar het onderduikadres om Norrie, Hunter en Big Jim uit te schakelen. Barbie weet te ontsnappen, en gaat achter Julia aan. Op het moment dat hij haar wil vermoorden, weet Julia hem terug te halen. Big Jim, Norrie en Hunter zitten in het nauw, ze zijn omsingeld door moordlustige zombie's... |            |                       |                    |                                          | |                        |  |
| 36 | 10         | Legacy                | Dennie Gordon      | Alexandra McNally Andres Fischer-Centeno | Gia Mantegna - Lily Walters Paul McCrane - Patrick Walters Allie McCulloch - Dava Bloom Vince Foster - Kyle Roger Floyd - Vince Foster Megan Ketch - Harriet Hannah Jelinovic - Charlotte Shane Callahan - Roger Lopez | 20 augustus 2015       |  |
| Norrie, Hunter en Big Jim proberen weerstand te bieden aan de overrompeling van de bewoners van Chester's Mill. Net wanneer hun situatie compleet uitzichtloos lijkt, krijgen ze plots hulp uit onverwachte hoek. Een groepje huurlingen onder leiding van Hektor Martin, schieten de drie te hulp. De groep weet te vluchten naar een nieuw onderduikadres. Sam en Junior proberen Joe te overtuigen om hen te helpen, maar Joe weigert. Julia gaat op zoek naar het nieuwe onderduikadres van de overige leden van het bondgenootschap, terwijl Barbie terug naar de gemeenschap gaat. Barbie weet Joe te spreken en hem ervan te overtuigen dat hij terug de oude is. Joe hoort dat de koepel bevriest, waardoor er uiteindelijk geen lucht meer door kan, en iedereen zal stikken. Joe gaat aan de slag, om een manier te vinden om de koepel te openen. Ondertussen vindt in de schuur een ritueel plaats. 12 jonge vrouwen schenken hun levenskracht aan de baby van Eva en Barbie. Het bondgenootschap komt via Hektor meer te weten over de koepel en het ei, maar Hektor verteld niet alles. Hunter vindt een aantal geëncrypteerde bestanden, waaruit duidelijk wordt dat de bewoners van Chester's Mill door buitenaardse organismen besmet zijn. |            |                       |                    |                                          | |                        |  |
| 37 | 11         | Love is a Battlefield | Lee Rose           | Peter Calloway Adam Stein                | Gia Mantegna - Lily Walters Allie McCulloch - Dava Bloom Vince Foster - Kyle | 27 augustus 2015       |  |
| Eva staat op het punt om te bevallen, en wordt zwaar bewaakt. Barbie doet zijn uiterste best om haar te genezen, maar wanneer dit niet lukt, weet hij haar te verdoven en naar een ander onderkomen te brengen. Het bondgenootschap vindt DNA van Christine. Hiermee denken ze een geneesmiddel te kunnen maken, maar hier hebben ze een testpersoon voor nodig. Big Jim weet via een list Junior te vangen en geeft toestemming aan Hektor om het middel op zijn zoon uit te testen. Joe heeft een manier gevonden om het overgebleven kristal te splitsen, zodat de koepel geopend kan worden. Julia en Barbie helpen Eva, tegen haar zin, te bevallen. Wanneer zij het kind voed, worden de twee met elkaar verbonden. Barbie en Julia slaan op de vlucht, net voordat de bewoners van Chester's Mill en Christine opduiken. Big Jim denkt dat zijn zoon genezen is, maar dit blijkt een list te zijn. Junior vermoord een van de huursoldaten en vlucht. Hektor en Big Jim komen tot de conclusie dat er geen andere mogelijkheid is om iedereen die ooit geïnfecteerd werd door de buitenaardse organismen, gedood moeten worden. De buitenaardse organismen die in Eva zaten, zitten vanaf nu in haar kind. Hierdoor wordt Eva terug zichzelf, waardoor ze nutteloos wordt voor Christine en de bewoners van Chester's Mill, waarna Christine Eva vermoordt. |            |                       |                    |                                          | |                        |  |
| 38 | 12         | Incandescence         | PJ Pesce           | Bronwyn Garrity Cathryn Humphris         | Gia Mantegna - Lily Walters Allie McCulloch - Dava Bloom Dan Chandler - Ronald Anthony Reynolds - Miller Guard | 3 september 2015       |  |
| Nog niet beschikbaar |            |                       |                    |                                          | |                        |  |
| 39 | 13         | The enemy within      | Peter Leto         | Neal Baer Tim Schlattmann                | Gia Mantegna - Lily Walters Shane Callahan - Roger Lopez Dann Florek - Colonel Walker Vince Foster - Kyle Macsen Lintz - Jason Lee Spencer - Major Pracht Jerri Tubbs - Motorist's Wife                                | 10 september 2015      |  |
| Nog niet beschikbaar |            |                       |                    |                                          | |                        |  |